# Andrei Wladimirowitsch Tyrtyschnikow

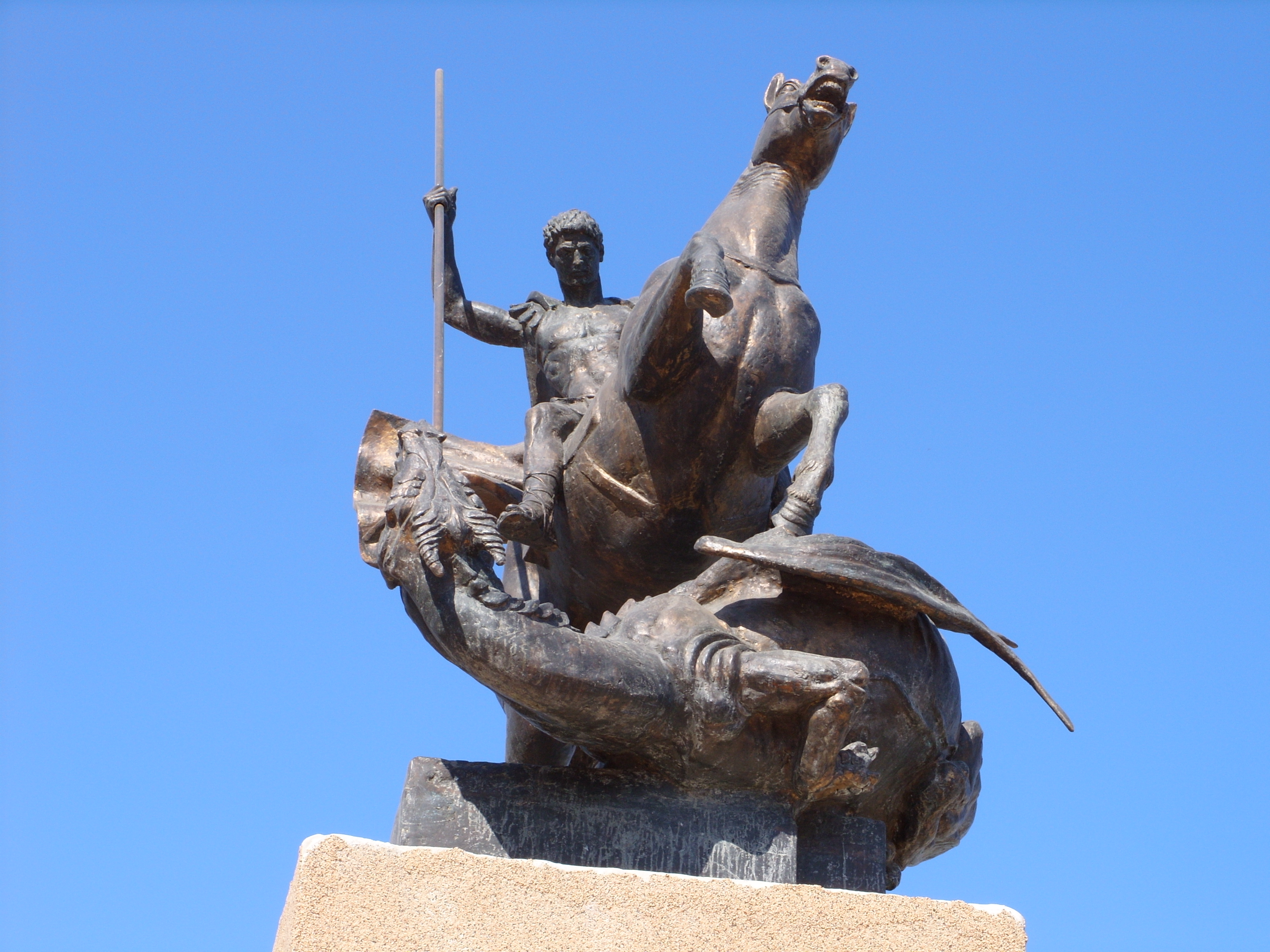
Jakutsk Hl. Georg auf hohem Sockel 2006

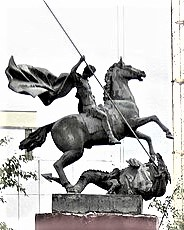

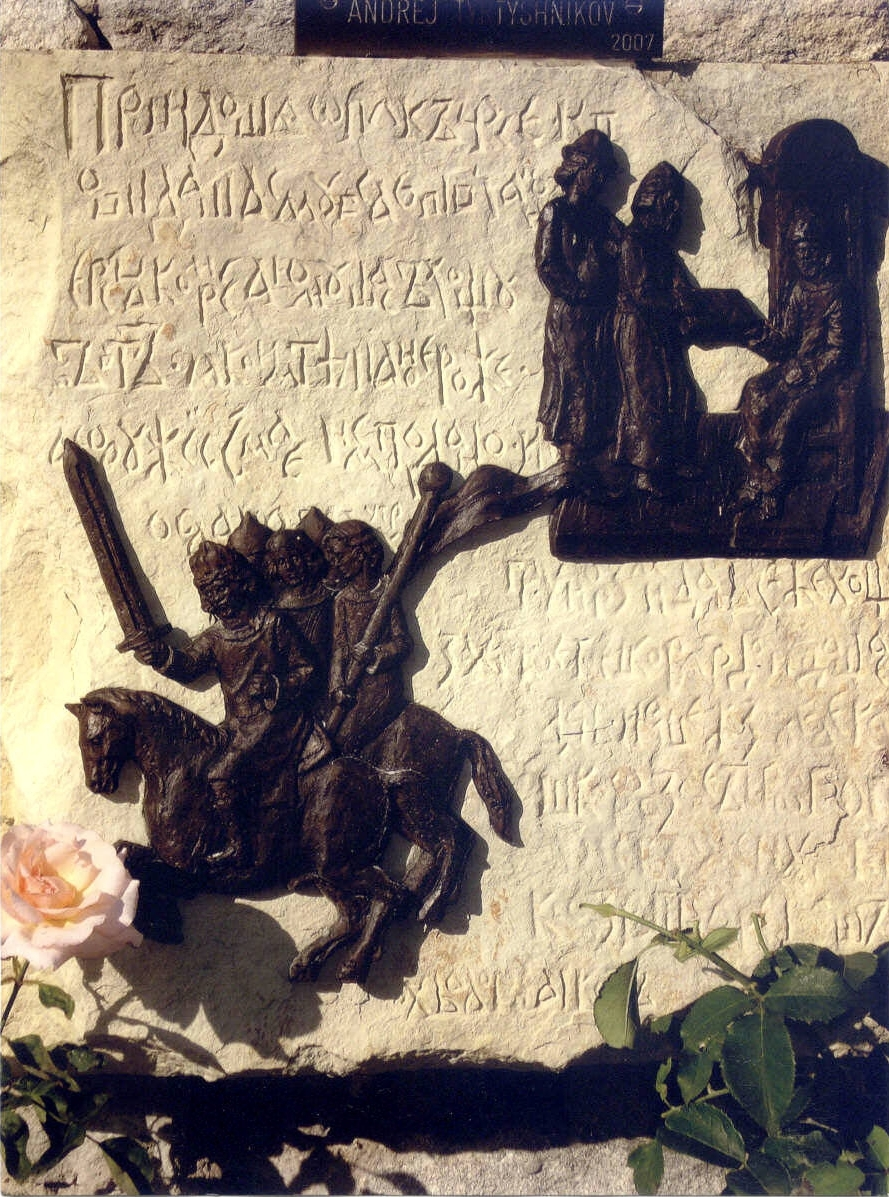
Europa-Wand Kaisersteinbruch „Russland“ 2007

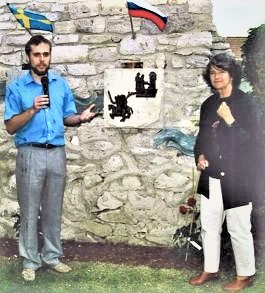
Übersetzung Russisch Professorin Brigitte Tschol

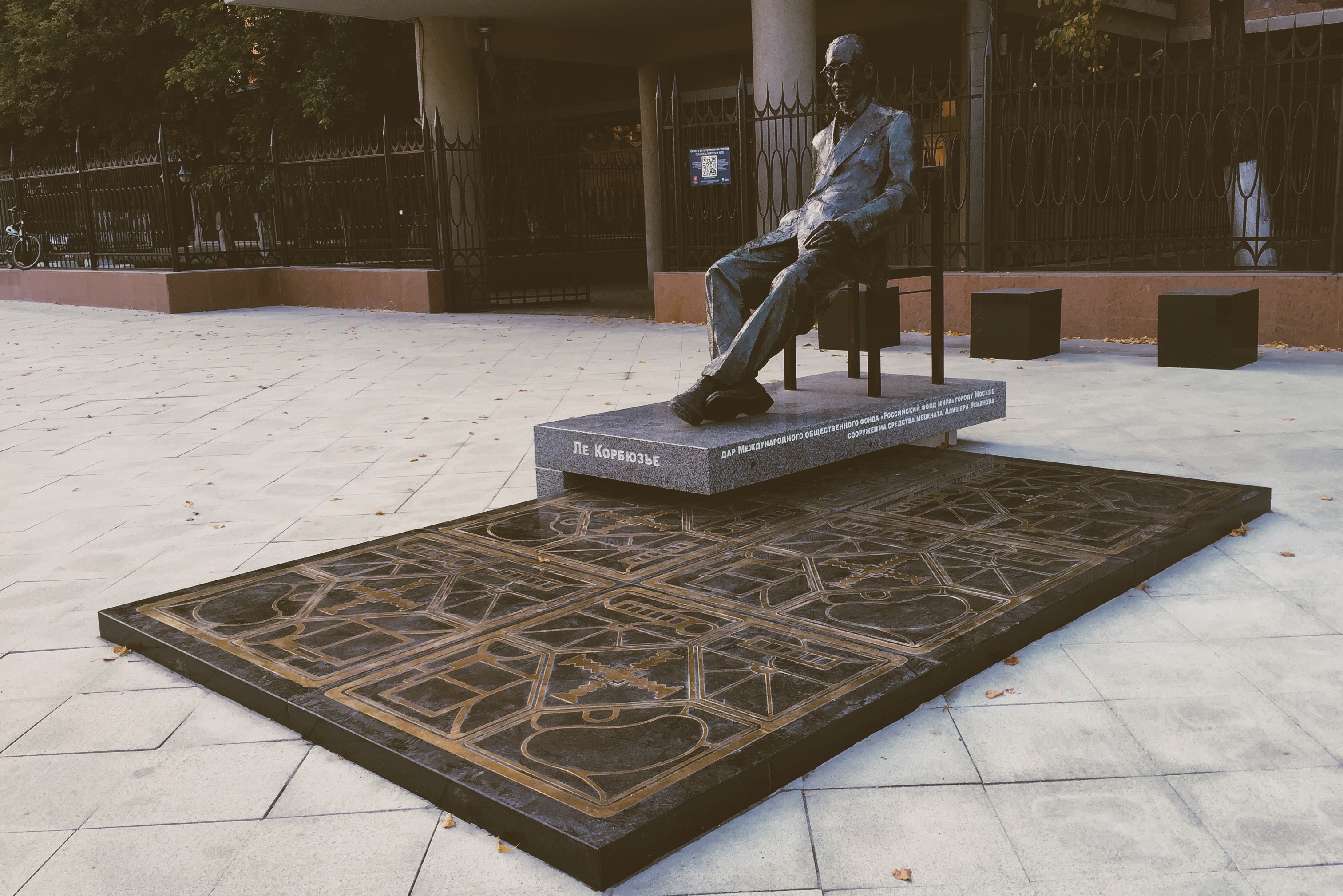
Skulptur Le Corbusier Moskau vor dem Tsentrosoyuz-Gebäude 2015

Andrei Wladimirowitsch Tyrtyschnikow (russisch Андрей Владимирович Тыртышников, wiss. Transliteration Andrej Vladimirovič Tyrtyšnikov; * 4. August 1980 in Moskau, Sowjetunion) ist ein russischer Bildhauer.

## Leben und Werke
2007 promovierte Andrei Tyrtyschnikow am Sourikow-Institut für Bildende Kunst. Er lebt in Frankreich.
- 2006 Denkmal „Heiliger Georg“ in Jakutsk zum Tag der Stadt errichtet

Skulptur Hl. Georg mit dem Drachen
- 2007 Europa-Symposium Kaisersteinbruch im Burgenland, Österreich

Erinnert wurde an die sowjetischen Kriegsgefangenen im Stalag XVII A Kaisersteinbruch. Am ehemaligen Lagerfriedhof fand ein feierlicher religiöser Akt statt. Der Moskauer Bildhauer Andrei Tyrtyschnikow brachte eine Platte in Stein und Bronze mit, die auf der Grundlage einer Handschrift Höhepunkte der russischen Geschichte darstellte. Festrednerin war die Schriftstellerin Klara Köttner-Benigni.
- 2010 Büste von General de Gaulle als Geschenk für das Armeemuseum in Paris

Die russische Bundesagentur Rossotrudnitschestwo überreicht dem Musée de l’Armée in Paris seine Bronzebüste von General de Gaulle.
- 2015 Denkmal für den französischen Architekten Le Corbusier in Moskau

Mit dem Architekten Anton Voskressensky schuf Tyrtyschnikow ein Denkmal des französischen Architekten Le Corbusier.
- 2015 Büste für den General G. K. Schukov in Reims

Eine Büste des sowjetischen Generals Schukov gestaltete Tyrtyschnikow in Reims für das Musée de la Reddition (deutsch: Museum der Kapitulation).
- 2016 Büste für die russische Dichterin Marina Zwetajewa in Vanves, Vorort von Paris

Die Dichterin Marina Zwetajewa lebte von 1934 bis 1938 in Vanves, einem Vorort von Paris. Ihr wird ein Denkmal gewidmet.
- 2019 Le Corbusier in Bronze in Poissy

In Poissy wurde eine Kopie der Moskauer Skulptur des Architekten Le Corbusier aufgestellt.

## Ausstellungen
- 2016 Kunstgalerie I-Gallery in Paris, Montmartre. Ausstellung D'après lesmotives von Anna Polikarpova und Andrey Tyrtychnikov.[12]